# Anubis unifasciatus
Anubis unifasciatus är en skalbaggsart som beskrevs av Bates 1879. Anubis unifasciatus ingår i släktet Anubis och familjen långhorningar.
Artens utbredningsområde är:
- Laos.
- Burma.

Inga underarter finns listade i Catalogue of Life.